# Тимирязевское сельское поселение (Челябинская область)
Тимиря́зевское се́льское поселе́ние — муниципальное образование в Чебаркульском районе Челябинской области Российской Федерации. В рамках административно-территориального устройства муниципальное образование  соответствует административно-территориальной единице Тимирязевский сельсовет.
Административный центр — посёлок Тимирязевский.

## История
Статус и границы сельского поселения установлены Законом Челябинской области от 16 ноября 2004 года № 311-ЗО «О статусе и границах Чебаркульского муниципального района и сельских поселений в его составе»

## Население
| 2002  | 2010  | 2011  | 2012  | 2013  | 2014  | 2015  |
| ----- | ----- | ----- | ----- | ----- | ----- | ----- |
| 4532  | ↗5029 | ↘5026 | ↗5066 | ↗5109 | ↗5148 | ↘5142 |
| 2016  | 2017  | 2018  | 2019  | 2020  | 2021  | 2023  |
| ↗5208 | →5208 | ↘5144 | ↗5165 | ↘5109 | ↘4700 | ↘4666 |

## Состав сельского поселения
| № | Населённый пункт | Тип населённого пункта          | Население |
| - | ---------------- | ------------------------------- | --------- |
| 1 | Берёзки          | посёлок                         | ↘21       |
| 2 | Казбаево         | деревня                         | ↗358      |
| 3 | Коротаново       | деревня                         | ↗198      |
| 4 | Медведево        | село                            | ↗698      |
| 5 | Самарка          | деревня                         | ↗195      |
| 6 | Тимирязевский    | посёлок, административный центр | ↘3440     |